# Lauril sulfato de amônio
Lauril sulfato de amônio (ALS, do inglês ammonium lauryl sulfate) é o nome comum para o dodecil sulfato de amônio (CH3(CH2)10CH2OSO3NH4). O dodecil significa a presença de uma cadeia de carbono de 12 membros na "coluna vertebral" molecular a qual permite a molécula ligar-se com porções não polares de moléculas enquanto a "cabeça" de sulfato altamente polar permite a molécula ligar-se com moléculas polares tais como a água. ALS é classificado como um sulfato de alquila e é um surfactante aniônico encontrado principalmente em xampus e sabonetes líquidos como um formador de espuma. Lauril sulfatos são surfactantes muito espumantes que rompem a tensão superficial da água formando micelas em torno das moléculas polares de água.